# Ronde van Vlaanderen 2014
98. edycja wyścigu kolarskiego Ronde van Vlaanderen odbyła się w dniu 6 kwietnia 2014 roku i liczyła 259,1 km. Start wyścigu miał miejsce w Brugii, a meta w Oudenaarde. Wyścig figuruje w rankingu światowym UCI World Tour 2014.

## Uczestnicy
Na starcie tego klasycznego wyścigu stanęło 25 zawodowych ekip, osiemnaście drużyn jeżdżących w UCI World Tour 2014 i siedem profesjonalnych zespołów zaproszonych przez organizatorów z tzw. "dziką kartą".
Lista drużyn uczestniczących w wyścigu:
| Numery  | Kod | Drużyna                 |
| ------- | --- | ----------------------- |
| 1-8     | TRE | Trek Factory Racing     |
| 11-18   | CAN | Cannondale              |
| 21-28   | LTB | Lotto-Belisol           |
| 31-38   | OPQ | Omega Pharma-Quick Step |
| 41-48   | ALM | Ag2r-La Mondiale        |
| 51-58   | AST | Pro Team Astana         |
| 61-68   | BEL | Belkin                  |
| 71-78   | BMC | BMC Racing Team         |
| 81-88   | FDJ | FDJ.fr                  |
| 91-98   | GRS | Garmin-Sharp            |
| 101-108 | LAM | Lampre-Merida           |
| 111-118 | MOV | Movistar Team           |
| 121-128 | OGE | Orica-GreenEDGE         |

| Numery  | Kod | Drużyna                      |
| ------- | --- | ---------------------------- |
| 131-138 | EUC | Team Europcar                |
| 141-148 | GIA | Giant-Shimano                |
| 151-158 | KAT | Team Katusha                 |
| 161-168 | SKY | Team Sky                     |
| 171-178 | TTS | Team Tinkoff-Saxo            |
| 181-188 | AND | Androni Giocattoli-Venezuela |
| 191-198 | COF | Cofidis                      |
| 201-208 | IAM | IAM Cycling                  |
| 211-218 | MTN | MTN-Qhubeka                  |
| 221-228 | TNE | Team NetApp-Endura           |
| 231-238 | WGG | Wanty-Groupe Gobert          |
| 241-248 | TSV | Topsport Vlaanderen          |

## Klasyfikacja generalna
| M-ce | Imię i nazwisko     | Kraj            | Drużyna                 | Czas       |
| ---- | ------------------- | --------------- | ----------------------- | ---------- |
| 1.   | Fabian Cancellara   | Szwajcaria      | Trek Factory Racing     | 6h 15' 18" |
| 2.   | Greg Van Avermaet   | Belgia          | BMC Racing Team         | + 0"       |
| 3.   | Sep Vanmarcke       | Belgia          | Belkin                  | + 0"       |
| 4.   | Stijn Vandenbergh   | Belgia          | Omega Pharma-Quick Step | + 0"       |
| 5.   | Alexander Kristoff  | Norwegia        | Team Katusha            | + 8"       |
| 6.   | Niki Terpstra       | Holandia        | Omega Pharma-Quick Step | + 18"      |
| 7.   | Tom Boonen          | Belgia          | Omega Pharma-Quick Step | + 35"      |
| 8.   | Geraint Thomas      | Wielka Brytania | Team Sky                | + 37"      |
| 9.   | Björn Leukemans     | Belgia          | Wanty-Groupe Gobert     | + 41"      |
| 10.  | Sebastian Langeveld | Holandia        | Garmin-Sharp            | + 43"      |